# روی هالستون فروویک
{{Infobox fashion designer
| name               = Halston
| image              = Roy Andy Nancy Versailles.jpg
| caption            = از چپ به راست: هالستون، اندی وارهول و نانسی نورث در سال ۱۹۷۳
| birth_name         = Roy Halston Frowick
| birth_date         = ۲۳ آوریل ۱۹۳۲
| birth_place        = [[دس‌موینس, آیوا]], ایالات متحده
| death_date         = ۲۶ مارس ۱۹۹۰ (۵۷ سال)
| death_place        = سانفرانسیسکو, کالیفرنیا, ایالات متحده
| education          = دبیرستان بنجامین باس
| alma_mater         = School of the Art Institute of Chicago
| label_name         = 
- Halston Limited
- Halston III
- Halston IV

| occupation         = 
- طراح مد
- طراح لباسهای زنانه

}}

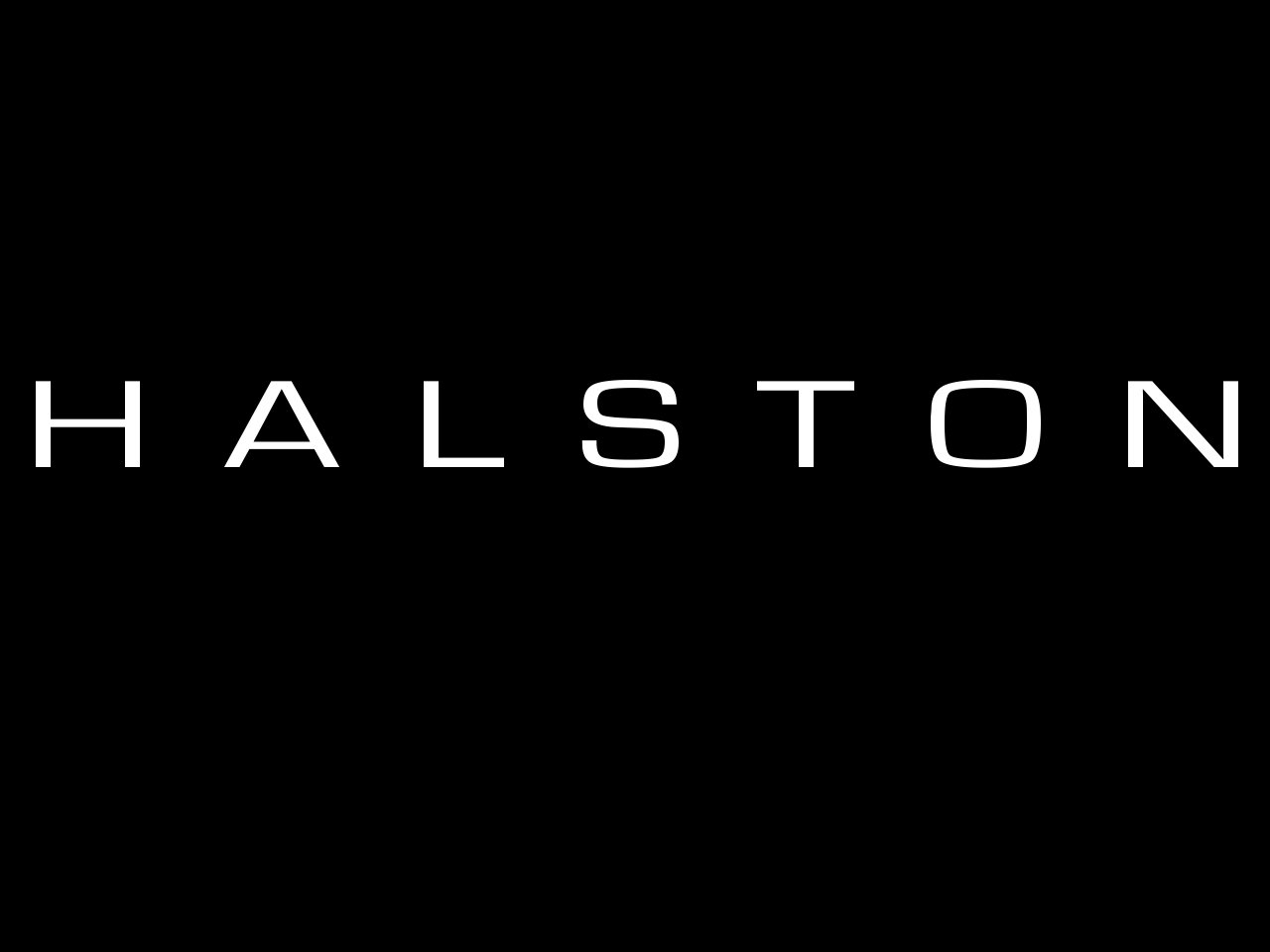
Halston's logo

روی هالستون فروویک (به انگلیسی Roy Halston Frowic متولد ۲۳ آوریل ۱۹۳۲ – مرگ ۲۶ مارس ۱۹۹۰)، که به نام هالستون شناخته می‌شود، یکی از مشهورترین طراحان مد در ایالات متحده بود که از ابتدای دهه هفتاد یا اواسط دهه هشتاد میلادی به شهرتی جهانی دست یافت.

## آغاز شهرت
هالستون کار طراحی مد و لباس را با طراحی کلاه‌های زنانه آغاز کرد و با طراحی و دوخت کلاه مخصوص ژاکلین کندی همسر جان اف کندی سی و پنجمین رئیس‌جمهور ایالات متحده آمریکا در ابتدای دهه ۱۹۶۰ میلادی و در جوانی برای خود شهرتی دست و پا کرد.
در دهه ۱۹۷۰ طرح‌های مینیمالیست و تمیز هالستون، که اغلب از ترمه یا اولتراسوید ساخته می‌شدند، پدیده جدیدی در صنعت مد محسوب می‌شدند و به ویژه در دیسکوها به شدت مورد استقبال قرار می‌گرفتند. هالستون صنعت مد آمریکایی را از نو تعریف کرد و لباسها و طرحهای او به دلیل ایجاد یک سبک زندگی آرام شهری و آزادی نوع پوشش برای زنان آمریکایی تعریف تازه ای از سبک زندگی دوران پس از جنگ جهانی دوم بود.

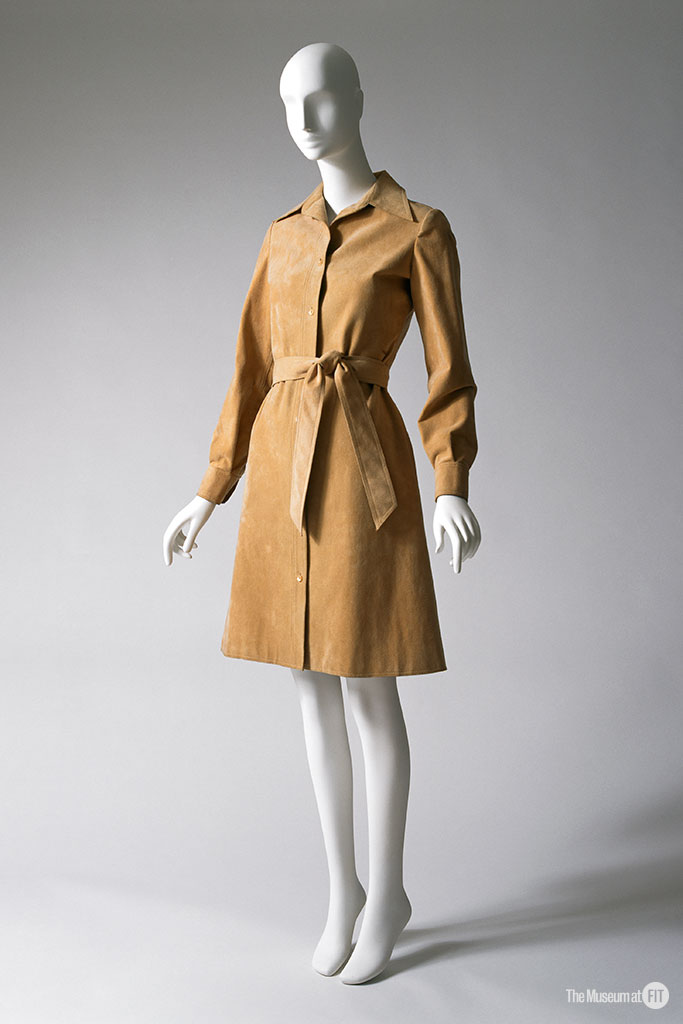
پیراهن اولتراسوید هالستون ۱۹۷۲

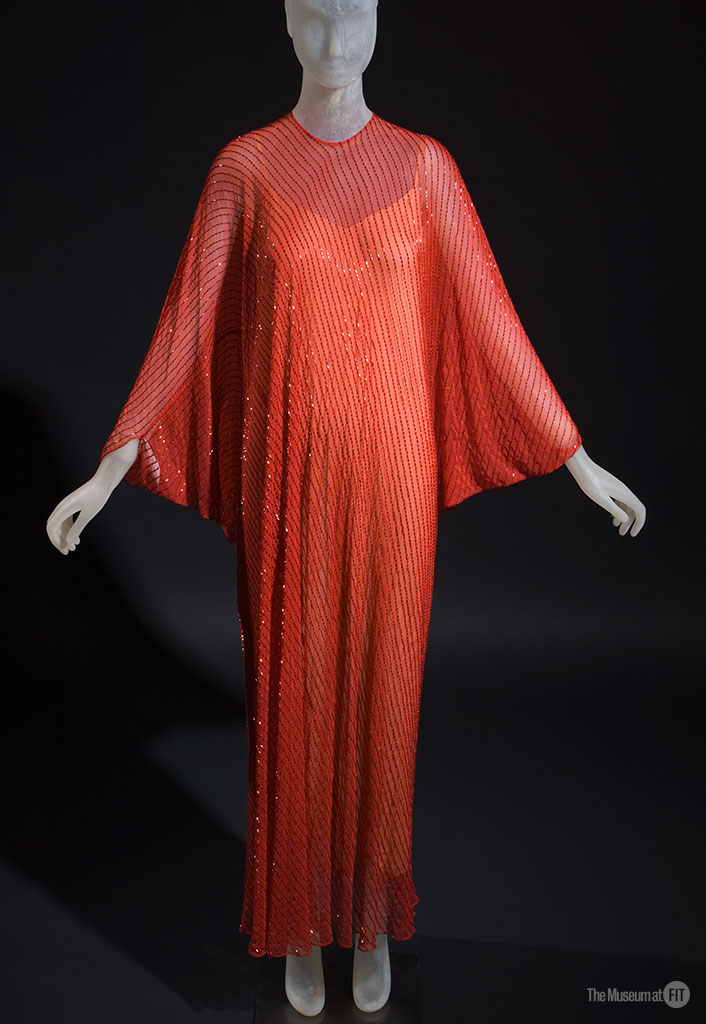
کافتان عصرانه نایلونی مهره دار هالستون ۱۹۷۷

هالستون اولین خط تولید پوشاک آماده خود را با نام Halston Limited در سال ۱۹۶۹ راه اندازی کرد. طراحی هالستون معمولاً ساده، مینیمال و در عین حال پیچیده، پر زرق و برق اما راحت بودند. هالستون دوست داشت از پارچه‌های نرم و مجلل مانند ابریشم و پارچه ابریشمی برای طراحی و تولید لباسهای تولیدی خود استفاده کند. او بعدها به روزنامه‌نگار Vogue گفت که دلش می‌خواسته لباسهایش از شر تمام جزئیات اضافی و دست و پاگیر رها باشند.
محصولات طراحی هالستون شکل ظاهری لباس زنان رادر دهه هفتاد و اوایل هشتاد میلادی متحول کرد و با اجازه دادن به رهایی طبیعی پارچه برای ایجاد شکل خاص خود، اجازه می‌داد بدن زنان پنهان نمانند. هالستون معتقد بود: «شلوار به زنان این آزادی را می‌دهد که تا به راحتی تردد کنند. آنها لازم نیست نگران نشستن بر روی مبل یا سوار شدن در خودروهای اسپورت کم ارتفاع باشند.»
با این همه دوران اوج امپراتوری هالستون که حالا دیگر طراح ادکلن و حتی مبلمان خانگی هم شده بود در اوایل دهه هشتاد با ورود او به تولید محصولات ارزان قیمت فروریخت. در سال ۱۹۸۳، هالستون قرارداد صدور مجوز شش ساله به ارزش یک میلیارد دلار را با فروشگاه‌های زنجیره خرده فروشی جی سی پنی امضا کرد و خط تولید Halston III را به راه انداخت که شامل لباس‌های مقرون به صرفه، لوازم جانبی، لوازم آرایشی و عطر بود که قیمت آنها از ۲۴ تا ۲۰۰ دلار متغیر بود. در آن زمان، این حرکت بحث‌برانگیز تلقی می‌شد، زیرا هیچ طراح گران‌قیمت دیگری هرگز مجوز طرح‌های خود را به یک فروشگاه زنجیره‌ای با قیمت متوسط نداده بود. در حالی که هالستون از این معامله هیجان زده بود و احساس می‌کرد که این معامله فقط نام تجاری او را گسترش می‌دهد، این معامله به وجهه او و صنعت مد ضربه سنگینی وارد کرد و رفته رفته هالستون موقعیت خود را از دست داد و متهم شد که هنر طراحی را ارزان فروخته است.
در سال ۱۹۸۳ اسمارک اینک (Esmark Inc) امتیاز برند هالستون را خرید و هالستون رفته رفته کنترل خود را بر روی برندی که خود مؤسس آن بود از دست داد. در واقع او نام و شهرت خود را به این کمپانی عمده فروش فروخته بود.
به این ترتیب هالستون در سال ۱۹۸۴ به‌طور کلی از هرگونه استفاده شخصی و تجاری از برند خود منع شد و این ضربه بزرگی به اعتبار تجاری و روابط شخصی اش وارد کرد.

## زندگی شخصی
هارلستون که در کودکی شاهد اذیت و آزار مادرش توسط پدرش بود از ناراحتی‌های روانی پیدا و پنهانی رنج می‌برد. او برای رهایی از این مشکلات به مواد مخدر و الکل روی آورد و چون همجنسگرا بود عاشق یک مرد ایتالیایی به نام ویکتور هوگو (نباید با ویکتور هوگوی نویسنده مشهور اشتباه شود) شد و به مدت ۱۰ سال با او روابط جنسی داشت. در سال ۱۹۸۳ وقتی علنی شد که ویکتور هوگو به اچ آی وی مبتلا شده روابط آنها به شدت رو به وخامت گذاشت و ویکتور هوگو در قبال دریافت یک میلیون دلار قبول کرد که فیلمهایی که از روابط جنسی خود با هالستون دارد را در اختیار رسانه‌های عمومی قرار ندهد. همچنین مجله نیویورک تایمز گزارشی را از هالستون منتشر کرد که در آن به رابطه این طراح بزرگ مد و لباس و عطر زنانه با مردان دیگر از جمله طراح مد لوئیس استیوز اشاره داشته است.

## مرگ و پایان زندگی
بر اثر روابط جنسی متعدد با مردان دیگر و پس از برملا شدن بیماری اچ آی وی معشوقه اش ویکتور، در سال ۱۹۸۸ هالستون مبتلا به اچ آی وی شد و پس از آن هالستون به زادگاه خود در سانفرانسیسکو بازگشت و در همان‌جا در گذشت. برخی منابع می‌گویند او ۱۸ ماه پایانی عمر خود را دائماً با خودروی گرانقیمتش در جاده‌ها به رانندگی و لذت از سفر گذراند.